# Andrew Trim
Andrew Trim (30 dicembre 1968) è un ex canoista australiano.
Ha vinto una medaglia d'argento a Sydney 2000 e una di bronzo ad Atlanta 1996 nel K2 500 m, sempre in coppia con Daniel Collins.

## Palmarès
- Olimpiadi
  - Atlanta 1996: bronzo nel K2 500 m.
  - Sydney 2000: argento nel K2 500 m.

- Mondiali
  - 1997: oro nel K2 500 m.
  - 1999: bronzo nel K2 500 m.